# Phenacoccus perillustris
Phenacoccus perillustris är en insektsart som beskrevs av Borchsenius 1949. Phenacoccus perillustris ingår i släktet Phenacoccus och familjen ullsköldlöss. Inga underarter finns listade i Catalogue of Life.